# گمینا بورک ویلکوپولسکی
گمینا بورک ویلکوپولسکی (به لهستانی:  Gmina Borek Wielkopolski) یک گمینا در لهستان است که در شهرستان گوستنگ واقع شده‌است. گمینا بورک ویلکوپولسکی ۱۲۷٫۵۸ کیلومتر مربع مساحت و ۷٬۷۲۴ نفر جمعیت دارد.